# Personalunion zwischen Polen und Schweden

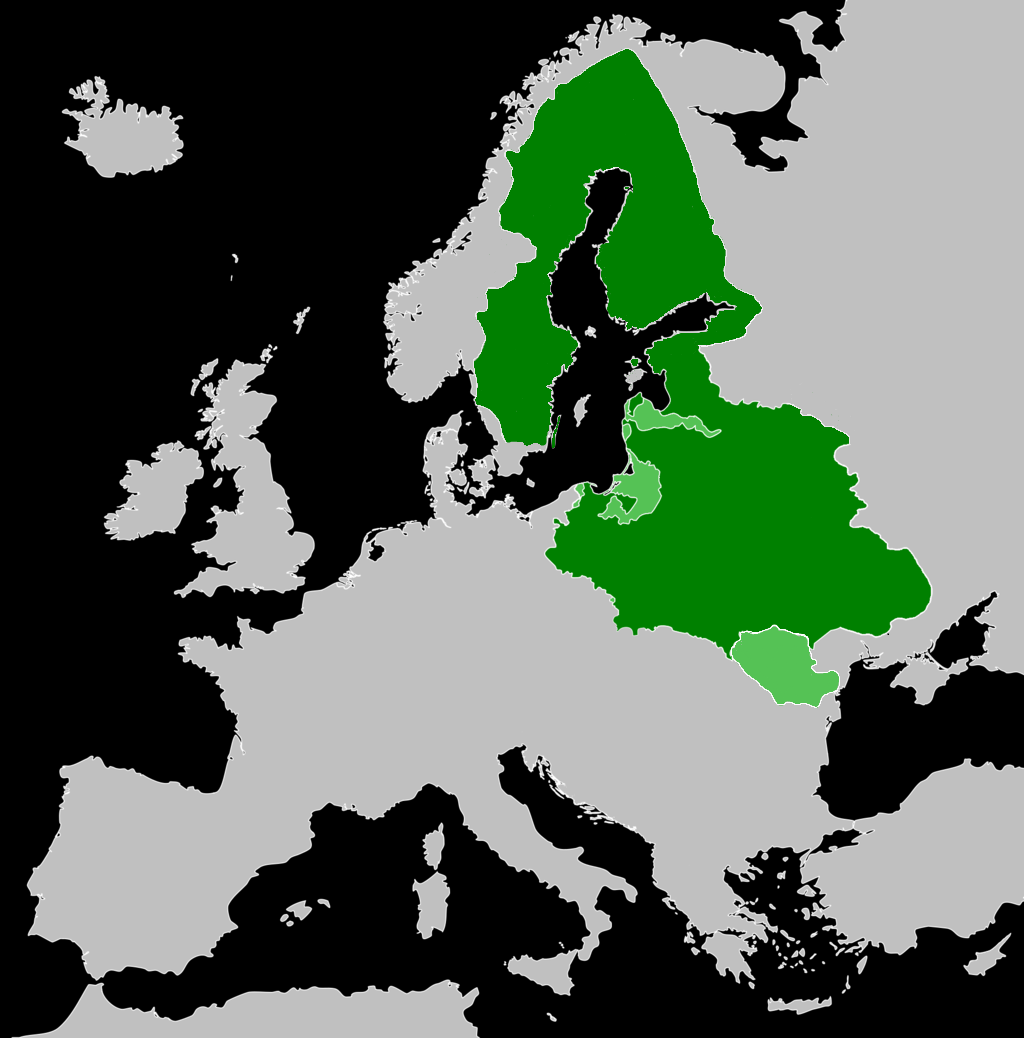
Ausdehnung des Herrschaftsbereichs von Sigismund III. Wasa in den 1590er Jahren, fast die ganze Ostseeküste befand sich in seinem Herrschaftsbereich

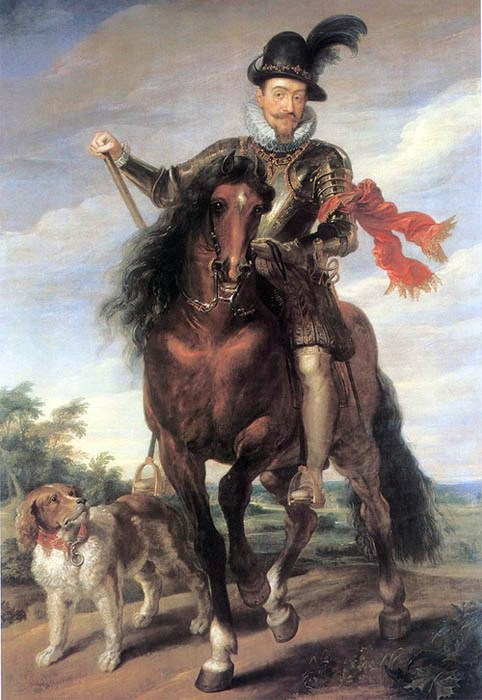
Sigismund um 1624, Gemälde der Werkstatt von Rubens

Die Personalunion zwischen Polen und Schweden bezeichnet die von 1592 bis 1599 bestehende Personalunion zwischen der Adelsrepublik Polen-Litauen und dem Königreich Schweden durch Sigismund III. Wasa König von Polen und Großfürst von Litauen, der als Sigismund König von Schweden und Großfürst von Finnland war. Die Personalunion endete 1599 mit der Dethronisierung von Sigismund durch den schwedischen Reichstag. Er blieb jedoch genauso wie seine Söhne Władysław IV. Wasa und Johann II. Kasimir auch Titularkönig von Schweden. Die Ansprüche des polnischen Hauses Wasa waren mitursächlich für eine Reihe von Kriegen zwischen Schweden und Polen-Litauen im 17. Jahrhundert.

## Geschichte
Der katholische Sigismund wurde 1587 zum König von Polen-Litauen gewählt. Er war über seine Mutter Katharina Jagiellonica mit der Dynastie der Jagiellonen verwandt, die 1572 in Polen-Litauen ausgestorben war. Gleichzeitig war er Sohn des schwedischen Königs Johann III., der 1592 verstarb und den er in Schweden beerbte. Der Sejm gab Sigismund die Erlaubnis nach Schweden zu segeln und sich dort Krönen zu lassen. Dies geschah dann auch 1593. In Schweden lenkte er im Februar 1593 gegenüber den Lutheranern ein und gestattete Religionsfreiheit für diese und willigte der Beschneidung der Rechte für Katholiken ein. Im Juli nach seiner Krönung verließ er wieder Schweden und segelte zurück nach Polen-Litauen. In Schweden ließ er einen Regierungsrat zurück mit seinem Onkel Karl, der sich um die Verwaltung des Landes kümmerte. Doch bald kam es zu Konflikten zwischen Sigismund und Karl. Sigismund förderte die Katholiken in Schweden und Karl führte eine selbständige Außenpolitik. Sigismunds Parteigänger in Schweden flohen nach Polen-Litauen. 1598 kam es zum Zerwürfnis der beiden und der Sejm gestattete Sigismund ein militärisches Eingreifen in Schweden. Sigismund stellte ein Söldnerheer aus deutschen und ungarischen Einheiten sowie einer kleinen polnischen Einheit auf und segelte erneut nach Schweden. Er wurde jedoch im September 1598 von der Armee Karls in der Schlacht von Stångebro geschlagen. 1599 kapitulierte Sigismunds letzte Festung Kalmar. Der Schwedische Reichstag dethronisierte Sigismund im Juli 1599. Karl wurde zum neuen König gekrönt und die Parteigänger Sigismunds wurden 1600 geköpft. Sigismund kehrte nach Polen-Litauen zurück, gab jedoch den Plan der Rückeroberung der schwedischen Krone nie auf. Unmittelbar auf die Dethronisierung Sigismund folgte der Polnisch-Schwedische Krieg von 1600 bis 1629, der fast die ganze folgende Regierungszeit von Sigismund in Polen-Litauen einnahm und sich bis in den Dreißigjährigen Krieg hineinzog.